# Broń myśliwska

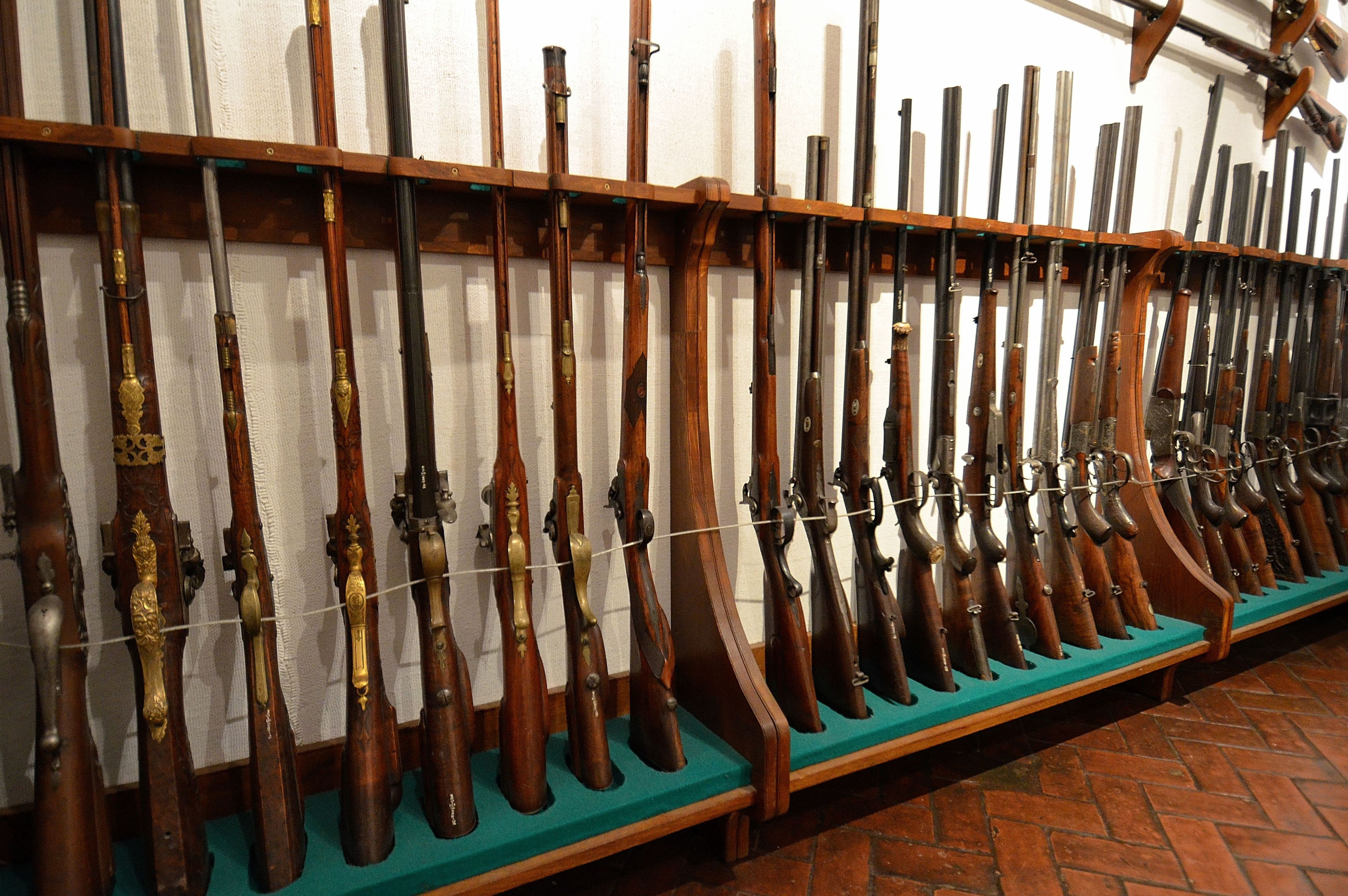
Broń myśliwska w Muzeum Łowiectwa i Jeździectwa w Warszawie

Broń myśliwska – broń skonstruowana z zamierzeniem użycia jej do polowań na zwierzęta.

## Charakterystyka
Rozwój narzędzi stosowanych przez przodków człowieka rozumnego w kulturach paleolitu istotnie wpłynął na zmianę sposobu zdobywania pożywienia. O ile przed ponad 3 milionami lat przodkowie ludzi byli głównie roślino- i padlinożerni, o tyle wraz ze zdolnością stosowania i obróbki narzędzi zmieniali się kolejno w myśliwych–zbieraczy i w końcu około 2 milionów lat temu w zorganizowanych myśliwych. Pierwotnie używana była do polowań prosta broń obuchowa (pałki) i miotana (kamienie o zaostrzonych krawędziach). Z czasem ludzie nauczyli się produkować broń drzewcową (włócznie, dzidy, oszczepy), białą (noże), miotającą (proce, łuki, kusze). Po wynalezieniu prochu bronią najczęściej używaną w łowiectwie stały się sztucery oraz strzelby.
Myśliwska broń palna musi spełniać w Polsce następujące kryteria:
- przy maksymalnym załadowaniu można z niej oddać najwyżej sześć pojedynczych strzałów,
- magazynek broni samopowtarzalnej może zawierać co najwyżej dwa naboje,
- energia pocisku w odległości 100 m od lufy musi wynosić nie mniej niż 1000 J,
- nie może to być broń krótka, tj. pistolety i rewolwery, choć naboje niektórych z nich (zwłaszcza rewolwerów) spełniają osiągi energetyczne.

## Podział broni myśliwskiej
Ze względu na rodzaj naboju:
- śrutowa
- kulowa
- kombinowana

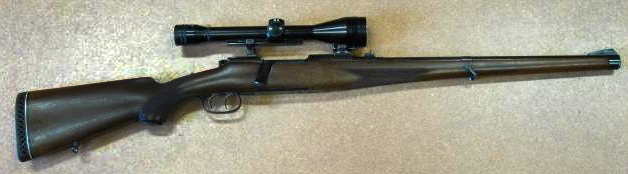
Sztucer myśliwski Mannlicher-Schönauer

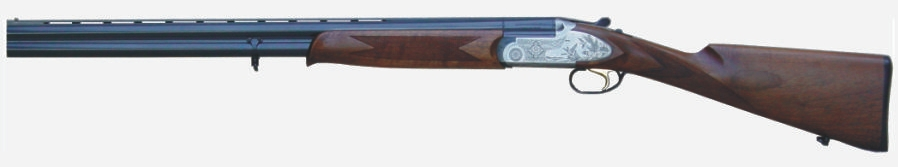
Strzelba Browning Citori typu bok

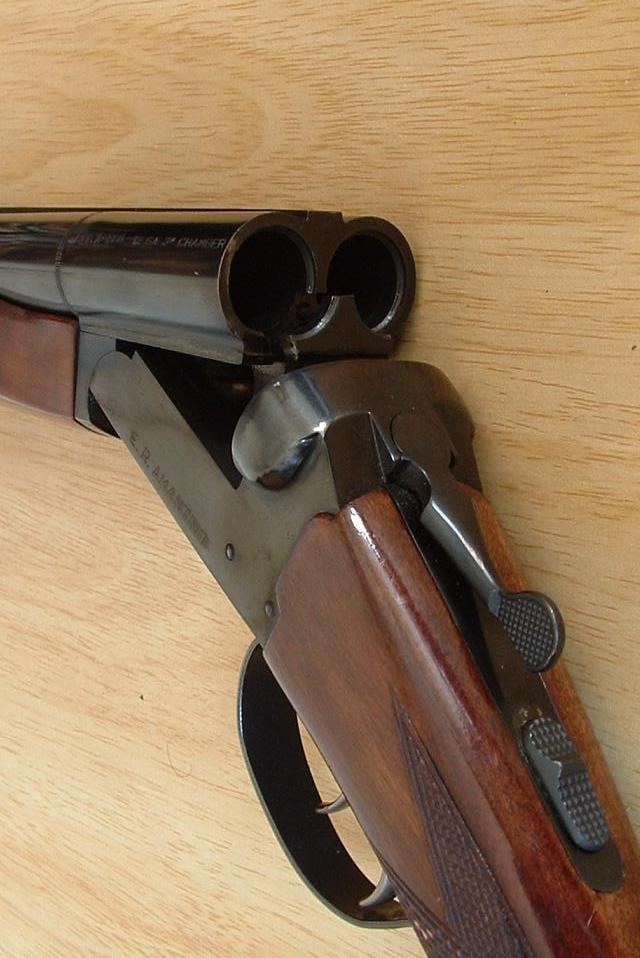
Komory nabojowe dubeltówki ułożone równolegle obok siebie

Ze względu na funkcję użytkową i zastosowanie:
- strzelby – z jedną lub najczęściej dwiema gładkimi lufami
  - pojedynka jednostrzałowa
  - dwulufka (dwururka)
    - dubeltówka
    - nadlufka (bok)
    - śrutówka Darne

  - jednolufka powtarzalna (repetier śrutowy)
  - jednolufka samopowtarzalna (półautomat śrutowy)
- sztucery – z jedną lub rzadziej dwiema gwintowanymi lufami
- broń kombinowaną – łącząca w jedną całość układ dwóch, trzech lub nawet czterech luf gładkich i gwintowanych

Ze względu na automatykę:
- jednostrzałowa
- powtarzalna
- samopowtarzalna

Ze względu na ładowanie naboju
- myśliwska broń łamana

Układ luf w broni myśliwskiej

  - jednolufowe strzelby i sztucery, mające zwykle wewnętrzny kurek oraz wyrzutnik strzelonych łusek
  - dubeltówki i nadlufki (boki), ekspresy (sztucery podwójne, dubeltowe) oraz kniejówki (broń kombinowana) są wyposażone w dwa lub nieraz jeden spust, wyciąg albo wyrzutnik oraz przyśpiesznik dla strzału kulą
  - trójlufki (drylingi), w skład których wchodzą zwykle dwie lufy gładkie i jedna gwintowana. Ich odmianą są ekspres-drylingi z dwiema lufami gwintowanymi i jedną o gładkim przewodzie
  - czwórlufki (firlingi) – broń kombinowana, składająca się z dwóch luf gładkich i dwóch luf gwintowanych
- myśliwska broń niełamana
  - strzelby z przesuwnym czółenkiem i magazynkiem rurowym na 2 lub 4 naboje; wyrzucenie strzelonej łuski oraz wprowadzenie do komory nabojowej następnego ładunku odbywa się po przesunięciu ręką czółenka do tyłu i następnie do przodu
  - sztucery ładowane ręcznie za pomocą ruchomej dźwigni, spełniającej również rolę kabłąka ochraniającego język spustowy: przeładowanie sztucera następuje po ręcznym przemieszczeniu dźwigni w dół i do góry.
  - strzelby jednolufowe, repetowane suwliwym zamkiem - dwutaktowe(obecnie bardzo rzadko spotykane) i czterotaktowe
  - strzelby i sztucery samopowtarzalne, przeładowujące się po strzale automatycznie na skutek wykorzystania energii gazów prochowych do uruchomienia automatyki broni.

Prawo łowieckie w art. 42 wymaga by podczas polowania uprawniony do jego wykonywania posiadał pozwolenie na posiadanie broni myśliwskiej lub inny dokument uprawniający do jej posiadania, jeżeli wykonuje polowanie za pomocą broni przeznaczonej do celów łowieckich.